# Psy-O-Blade
Psy-O-Blade est un jeu vidéo d'aventure développé par la société japonaise T&E Soft, sorti en 1988 sur l'ordinateur MSX2. Une version pour la console Mega Drive a vu le jour en 1990.